# اکارادا
اکارادا (به لاتین: Akarade) یک منطقهٔ مسکونی در بنین است که در استان دونگا واقع شده‌است.